# Palacio de Malmaison
El palacio de Malmaison (del francés: Château de Malmaison) es un edificio francés en la ciudad de Rueil-Malmaison (Yvelines), a unos 12 km de París.

## Historia
El edificio era un pequeño castillo sin adornos y sin pretensiones hasta el siglo XVIII. Sin embargo, más tarde se reformaría con un estilo rico y lujoso. Mediante el uso de formas clásicas, colores intensos y contrastados, revestimientos realzados con aplicaciones doradas en bronce, decoraciones pictóricas murales inspiradas en Pompeya y Herculano, se consigue crear una atmósfera suntuosa. El mobiliario, de inspiración clásica, fue diseñado por Charles Percier y Pierre François Leonard Fontaine. Además estos dos diseñadores se encargaron de la puesta en escena de muchas celebraciones napoleónicas.
Josefina de Beauharnais, esposa de Napoleón Bonaparte, lo compró en abril de 1799 para ella y su marido, el futuro Napoleón I de Francia, por entonces luchando en las Guerras Napoleónicas. Malmaison era una finca destartalada, a ocho millas al oeste del centro de París, que abarcaba casi 150 acres de bosques y prados.
A su regreso, Napoleón expresó su furia porque Josefina hubiera comprado una casa tan cara con el botín que ella esperaba que él trajera de su campaña egipcia. La casa, para la que ella había gastado más de 300 000 francos, necesitaba una gran restauración, y ella gastó su fortuna en hacerlo y sin embargo la Malmaison traería gran felicidad a los Bonaparte. La hija de Josefina, Hortensia, la llamaría «un lugar delicioso».
Josefina consiguió transformar la gran finca en «el más bello y curioso jardín de Europa, un modelo de buen cultivo». Buscó activamente flora y fauna junto a animales exóticos y raros de todo el mundo. Josefina escribió: «Quisiera que Malmaison pronto se convierta en fuente de riquezas para todos [los franceses]...». En esto la ayudó el botánico Aimé Bonpland,quien también fue su amigo personal, después de viajar a Sudamérica con Alexander von Humboldt y antes de retornar allí dirigiéndose a lo que eran todavía las Provincias Unidas de la Plata.
Josefina lo nombra Intendente de Malmaison, allí estuvo a cargo de los jardines dedicandose al cultivo de plantas raras desde agosto de 1808 hasta la muerte de la soberana en mayo de 1814. 

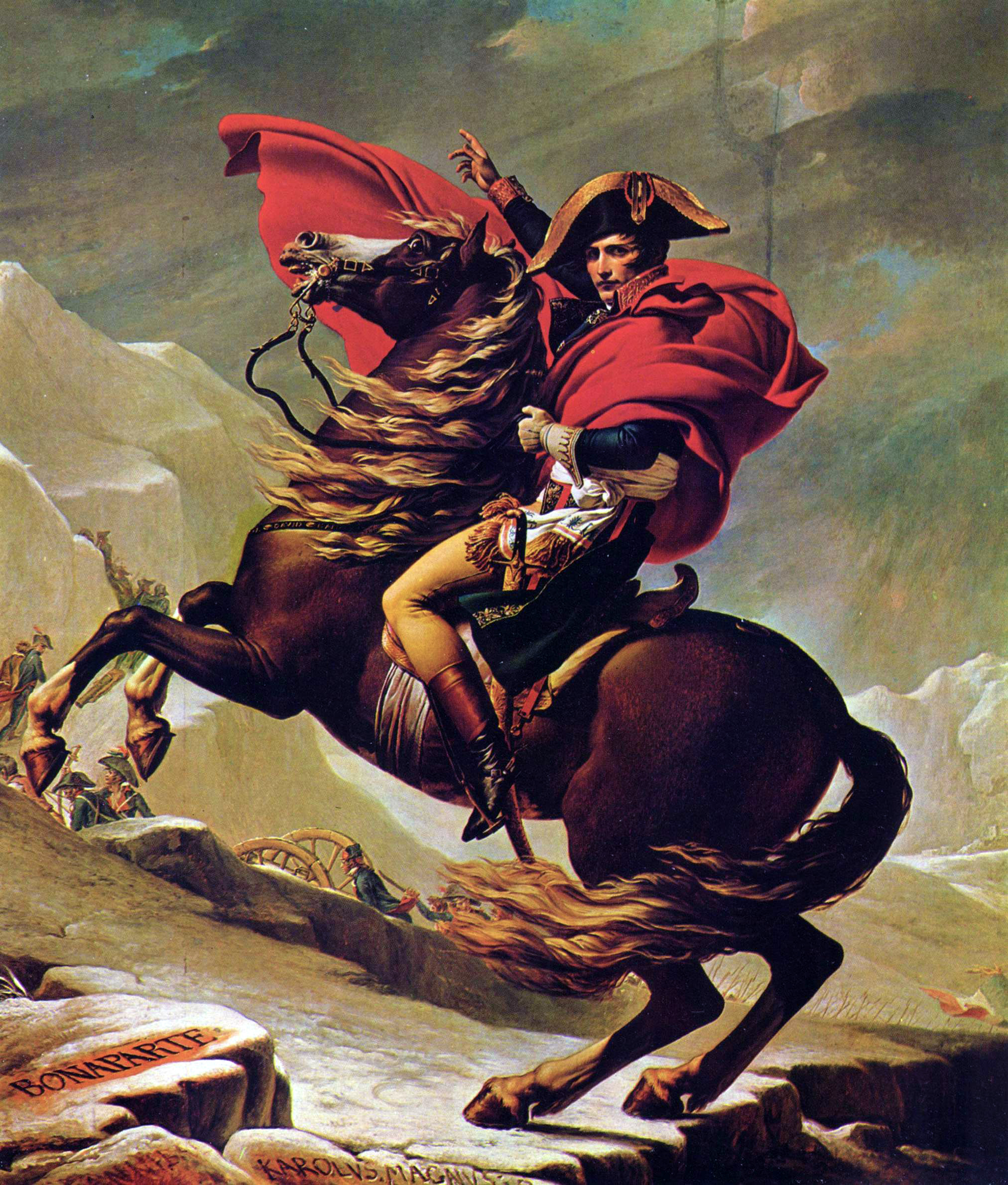
Napoleón cruzando los Alpes, un cuadro de Jacques-Louis David en la colección de Malmaison.

En 1800, Josefina construyó una orangerie cálida suficientemente grande para 300 piñas. Cinco años más tarde, ordenó que se construyera un invernadero, calentado por una docena de estufas de carbón. Desde 1803 hasta su muerte en 1814, Josefina cultivó casi 200 plantas nuevas en Francia.
La propiedad alcanzó fama perdurable por su jardín de rosas. La emperatriz Josefina hizo que el artista francés Pierre-Joseph Redouté pintara sus rosas (y lirios). Los grabados de estas obras se vendieron bastante bien, incluso hoy en día. Ella creó una gran colección de rosas, reuniendo plantas de su nativa Martinica y de otros lugares del mundo. Cultivó unas 250 variedades de rosas. Del prólogo a Jardin de la Malmaison (1803):

Has reunido alrededor de ti las más raras plantas que crecen en suelo francés ... al tiempo que las inspeccionamos en los bellos jardines de Malmaison, un impresionante recuerdo de las conquistas de tu ilustre marido...

Pájaros y animales de toda clase comenzaron a enriquecer su jardín, donde se les permitía vagar libres por los terrenos. En la cúspide de sus días en Malmaison, Josefina tuvo la compañía de canguros, cisnes negros, cebras, ovejas, gacelas, avestruces, gamuzas, una foca, antílopes y llamas, por mencionar sólo unos pocos.
Después de divorciarse de Napoleón, Josefina recibió Malmaison en propiedad, junto con una pensión de 5 millones de francos al año, y allí permaneció hasta su muerte en 1814. Napoleón Bonaparte regresó y vivió en la casa después de su derrota en la batalla de Waterloo (1815), antes de su exilio en la isla de Santa Helena.
Durante su exilio en Francia, después de haber sido obligada a renunciar a la regencia de su hija Isabel II de España, María Cristina de Borbón-Dos Sicilias compró el castillo al rey Luis Felipe I por la cantidad de quinientos mil francos, y en ella residiría junto a su segundo esposo Agustín Muñoz y Sánchez, y los hijos de ambos.

## Actualidad
Hoy el público puede visitar la casa principal como un Musée national napoleónico, estando disponibles visitas guiadas. En coche, el museo queda en la vía RN 13 (Route nationale 13) desde París. Si se viaja en transporte público, ha de tomarse la línea de ferrocarril RER A a la estación de Arco de la Defensa (Grande Arche) y luego coger el autobús número 258 hasta la parada Le Château.